# Torneo Tenis Club Argentino 2012
Il Torneo Tenis Club Argentino 2012 è stato un torneo di tennis facente parte della categoria ITF Women's Circuit nell'ambito dell'ITF Women's Circuit 2012. Il torneo si è giocato a Buenos Aires in Argentina dal 29 ottobre al 4 novembre 2012 su campi in terra rossa e aveva un montepremi di $25,000.

## Vincitori

### Singolare
Teliana Pereira ha battuto in finale  Amanda Carreras con il punteggio di 6–1, 6–2

### Doppio
Elena Bogdan /  Ioana Raluca Olaru hanno battuto in finale  María Fernanda Álvarez Terán /  Maria Fernanda Alves con il punteggio di 1–6, 6–2, [10–7]